# Miller Brook (dopływ West River of Pictou)
Miller Brook – strumień (brook) w kanadyjskiej prowincji Nowa Szkocja, w hrabstwie Pictou, płynący w kierunku zachodnim i uchodzący do West River of Pictou; nazwa urzędowo zatwierdzona 22 marca 1926.